# Saonnet
Saonnet är en kommun i departementet Calvados i regionen Normandie i norra Frankrike. Kommunen ligger i kantonen Trévières som ligger i arrondissementet Bayeux. År 2022 hade Saonnet 328 invånare.

## Befolkningsutveckling
Antalet invånare i kommunen Saonnet
Referens:INSEE